# Temporada de lluvias en Perú de 2022-2023
La temporada de lluvias en Perú de 2022-2023 fue un fenómeno meteorológico que se desarrolló durante el 1 de septiembre de 2022 hasta la primera semana de octubre de 2023. Con una afectación principal en la región costera del país, y secundariamente a la región andina y amazónica del mismo, el período estuvo marcado por episodios como los huaicos a consecuencia de las lluvias torrenciales que tuvieron lugar a principios de 2023, sin embargo, la estación cobró notoriedad mediática por parte de la prensa local e internacional cuando se formó un ciclón frente al litoral del país el 4 de marzo del 2023, al cual el Servicio Nacional de Meteorología e Hidrología del Perú (SENAMHI) le asignó el nombre de «Yaku», tratándose de un fenómeno excepcional en la historia de la meteorología peruana.

## Causas
Las lluvias se generan por el calentamiento de las aguas del océano Pacífico. Con el aumento del calentamiento global, aumenta la probabilidad de lluvias intensas dado que una atmósfera más cálida aumenta la velocidad a la que se evapora el agua por lo que contiene más vapor de agua, lo que alimenta los eventos de lluvia fuertes. Dada la debilidad del anticiclón del Pacífico Sur a inicios de 2023, se han calentado las aguas de manera anómala, contribuyendo así a la formación del ciclón.
El ciclón Yaku, al ser una tormenta que gira rápidamente que se origina en los océanos tropicales, estimuló la formación de lluvias más intensas en el país durante el mes de marzo. Según el portal de la Organización Meteorológica Mundial, una de las principales características de un ciclón es tener un centro de baja presión y contar con nubes que se giran tanto en forma circular como espiral hacia el punto de partida (o "el ojo"). El ciclón Yaku es un ciclón tropical inusual y su origen se asocia al calentamiento de las aguas en la costa de Perú y los vientos alisios de la segunda banda de la zona de convergencia intertropical (ZCIT).

### Evento de El Niño de 2023-2024
A mediados de enero de 2023 se publicaron en diversos medios los pronósticos meteorológicos sobre la probable ocurrencia del fenómeno de El Niño en 2023 y 2024. Durante un evento de El Niño, los vientos alisios de este a oeste mueren, generándose temperaturas más cálidas del aire en las partes oriental y central del Pacífico tropical. Las temperaturas más cálidas generan un calentamiento de las temperaturas de la superficie del océano, generándose luego lluvias más intensas e inundaciones.
Este fenómeno afecta notablemente la temperatura superficial promedio global del planeta. Un gran evento de El Niño puede elevarlo hasta unas pocas décimas de grado Celsius. Dado que la temperatura promedio de la Tierra ya ha aumentado en 1,2 °C desde la época preindustrial, un evento de El Niño lo suficientemente importante podría incluso empujar al planeta, temporalmente, a un calentamiento superior a 1,5 °C.
Se ha considerado que las condiciones climáticas del primer trimestre de 2023 estén apuntando a la ocurrencia de un evento de Super El Niño, similar a los que ocurrieron en 1982, 1998 y 2015.

## Respuesta gubernamental
El 11 de marzo, la presidenta Dina Boluarte sobrevoló las zonas inundadas tras las intensas lluvias que afectaron al departamento de Lambayeque.

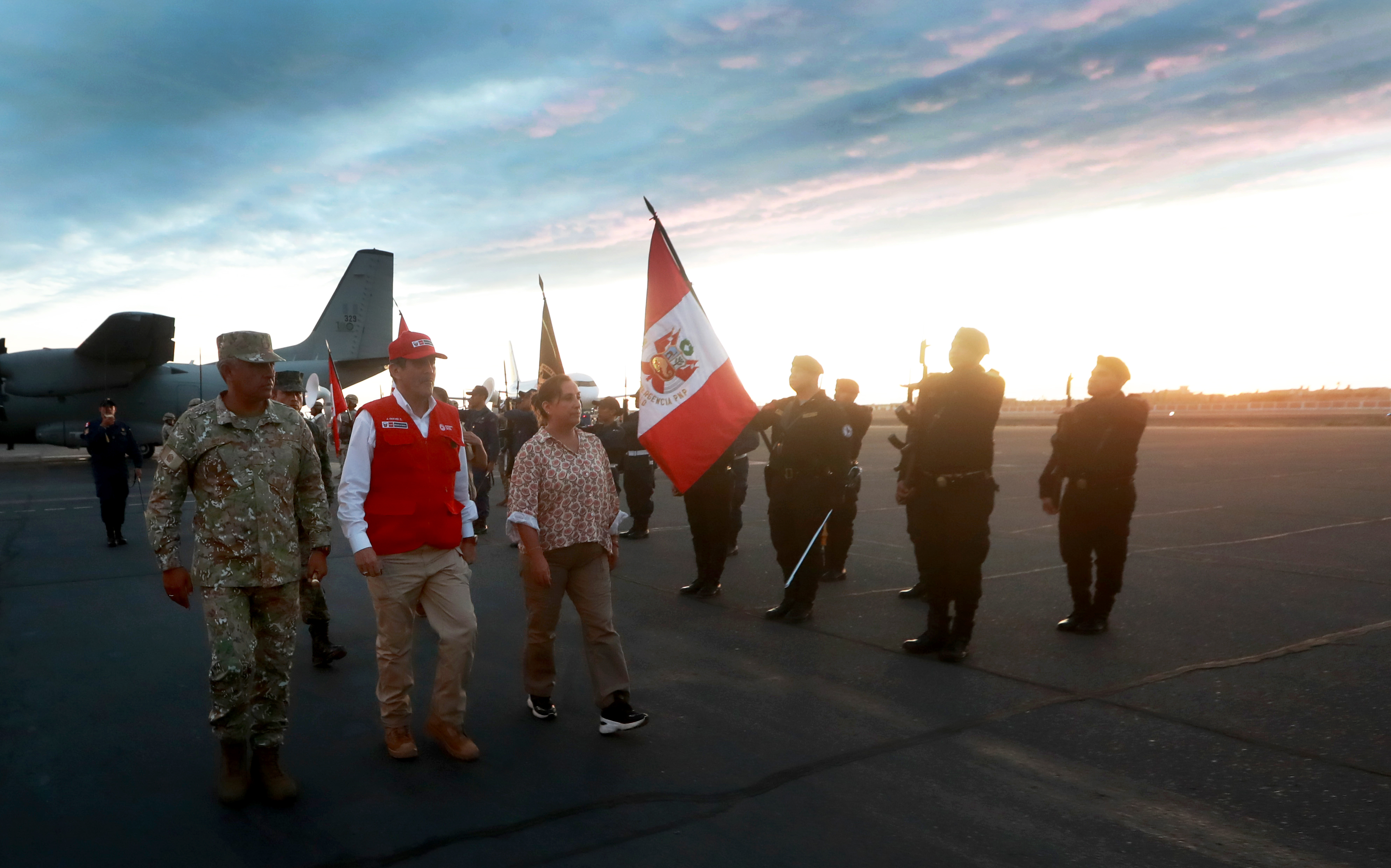
Dina Boluarte (presidenta del Perú) en compañía de Jorge Chávez Cresta (ministro de Defensa) arriban a La Libertad para inspeccionar los daños causados tras el paso del ciclón Yaku.

El 14 de marzo, la mandataria anunció una seria de medidas a fin de salvaguardar la vida de los ciudadanos residentes en el área metropolitana de Lima, dictando que quedan suspendidas las clases escolares y universitarias durante las próximas 24 horas, así como disponer del trabajo remoto por el 15 de marzo en todas las instituciones públicas. Elevó a alerta roja a la plataforma del Instituto Nacional de Defensa Civil (INDECI).

### Crítica
Las críticas de medios extranjeros y personajes del medio televisivo de ámbito nacional se dirigieron al gobierno de Dina Boluarte, asegurando que tuvo una nula o lenta gestión de respuesta frente a los desastres naturales que golpean al país.

### Aprobación
El alcalde del distrito de San Antonio de Chaclla, Nick Aponte, expresó su gratitud con el Estado ya que su distrito recibió la ayuda necesaria para dar apoyo a las familias afectadas.

## Opinión pública

### Instituto de Estudios Peruanos(IEP)
| ¿Cómo evalúa la respuesta del gobierno frente a las recientes inundaciones en varias zonas del país? | ¿Cómo evalúa la respuesta del gobierno frente a las recientes inundaciones en varias zonas del país? | ¿Cómo evalúa la respuesta del gobierno frente a las recientes inundaciones en varias zonas del país? | ¿Cómo evalúa la respuesta del gobierno frente a las recientes inundaciones en varias zonas del país? | ¿Cómo evalúa la respuesta del gobierno frente a las recientes inundaciones en varias zonas del país? | ¿Cómo evalúa la respuesta del gobierno frente a las recientes inundaciones en varias zonas del país? | ¿Cómo evalúa la respuesta del gobierno frente a las recientes inundaciones en varias zonas del país? | ¿Cómo evalúa la respuesta del gobierno frente a las recientes inundaciones en varias zonas del país? |
| OpciónMes                                                                                            | Muy buena                                                                                            | Buena                                                                                                | Regular                                                                                              | Mala                                                                                                 | Muy mala                                                                                             | No sabe/no opina                                                                                     | Ref.                                                                                                 |
| --- | --- | --- | --- | --- | --- | --- | --- |
| Marzo de 2023                                                                                        | 2%                                                                                                   | 3%                                                                                                   | 30%                                                                                                  | 31%                                                                                                  | 31%                                                                                                  | 3%                                                                                                   | [ 28 ]                                                                                               |

| ¿Quién cree que es el principal responsable de las inundaciones? | ¿Quién cree que es el principal responsable de las inundaciones? | ¿Quién cree que es el principal responsable de las inundaciones? | ¿Quién cree que es el principal responsable de las inundaciones? | ¿Quién cree que es el principal responsable de las inundaciones? | ¿Quién cree que es el principal responsable de las inundaciones? | ¿Quién cree que es el principal responsable de las inundaciones? | ¿Quién cree que es el principal responsable de las inundaciones? |
| OpciónFecha                                                      | Cambio climático o condiciones climáticas extremas               | La gente / nosotros mismos                                       | Gobierno central                                                 | Gobierno regional                                                | Gobierno municipal                                               | Otro                                                             | Ref.                                                             |
| ---------------------------------------------------------------- | ---------------------------------------------------------------- | ---------------------------------------------------------------- | ---------------------------------------------------------------- | ---------------------------------------------------------------- | ---------------------------------------------------------------- | ---------------------------------------------------------------- | ---------------------------------------------------------------- |
| Marzo de 2023                                                    | 54%                                                              | 17%                                                              | 13%                                                              | 10%                                                              | 4%                                                               | 3%                                                               | [ 28 ]                                                           |

| Marzo de 2023 | 19% | 13% | 27% | 41% | [ 28 ] |

| Marzo de 2023 | 38% | 18% | 23% | 21% | [ 28 ] |

### Datum Internacional
| 10-12 de abril de 2023 | 13% | 82% | 5% | [ 29 ] |

| ¿Quién es el principal responsable de la prevención ante los fenómenos naturales de este tipo (lluvias, huaycos, desbordes de ríos, etc.)? | ¿Quién es el principal responsable de la prevención ante los fenómenos naturales de este tipo (lluvias, huaycos, desbordes de ríos, etc.)? | ¿Quién es el principal responsable de la prevención ante los fenómenos naturales de este tipo (lluvias, huaycos, desbordes de ríos, etc.)? | ¿Quién es el principal responsable de la prevención ante los fenómenos naturales de este tipo (lluvias, huaycos, desbordes de ríos, etc.)? | ¿Quién es el principal responsable de la prevención ante los fenómenos naturales de este tipo (lluvias, huaycos, desbordes de ríos, etc.)? | ¿Quién es el principal responsable de la prevención ante los fenómenos naturales de este tipo (lluvias, huaycos, desbordes de ríos, etc.)? | ¿Quién es el principal responsable de la prevención ante los fenómenos naturales de este tipo (lluvias, huaycos, desbordes de ríos, etc.)? | ¿Quién es el principal responsable de la prevención ante los fenómenos naturales de este tipo (lluvias, huaycos, desbordes de ríos, etc.)? |
| OpciónFecha | Gobiernos municipales | Gobiernos regionales | Gobierno central | Todos | No sabe | Ref. | |
| --- | --- | --- | --- | --- | --- | --- | --- |
| 10-12 de abril de 2023 | 11% | 20% | 41% | 23% | 5% | [ 29 ] | |

## Estadísticas

### Víctimas humanas
| Departamento o provincia                          | Muertos | Damnificados | Afectados | Emergencias reportadas |
| Perú                                              | 104     | 96 322       | 586 145   | 8454                   |
| ------------------------------------------------- | ------- | ------------ | --------- | ---------------------- |
| Amazonas                                          | 4       | 835          | 1867      | 284                    |
| Áncash                                            | 3       | 5923         | 33 441    | 832                    |
| Apurímac                                          | 1       | 392          | 788       | 466                    |
| Arequipa                                          | 21      | 290          | 12 692    | 265                    |
| Ayacucho                                          | 5       | 2688         | 13 326    | 1217                   |
| Cajamarca                                         | 3       | 2405         | 10 043    | 1272                   |
| Callao                                            | —       | 10           | 1837      | 7                      |
| Cuzco                                             | 3       | 338          | 8236      | 545                    |
| Huancavelica                                      | 6       | 2454         | 29 012    | 891                    |
| Huánuco                                           | —       | 326          | 4674      | 388                    |
| Ica                                               | —       | 601          | 15 154    | 82                     |
| Junín                                             | 1       | 157          | 2607      | 227                    |
| La Libertad                                       | 6       | 14 884       | 57 985    | 391                    |
| Lambayeque                                        | 10      | 30 532       | 81 410    | 88                     |
| Provincias de Lima Ciudad de Lima                 | 14      | 5958         | 27 209    | 366                    |
| Loreto                                            | —       | 423          | 11 577    | 48                     |
| Madre de Dios                                     | —       | 29           | 386       | 30                     |
| Moquegua                                          | —       | 124          | 3330      | 81                     |
| Pasco                                             | —       | 167          | 785       | 179                    |
| Piura                                             | 20      | 23 963       | 236 785   | 346                    |
| Puno                                              | 2       | 65           | 806       | 109                    |
| San Martín                                        | —       | 1558         | 9042      | 125                    |
| Tacna                                             | —       | 390          | 5792      | 23                     |
| Tumbes                                            | —       | 460          | 9772      | 119                    |
| Ucayali                                           | 4       | 1350         | 7589      | 73                     |
| Última actualización emitida: 24 de mayo de 2023. |         |              |           |                        |

### Daños materiales
| Departamento o provincia                          | Viviendas  | Viviendas    | Viviendas | Aulas de educación | Aulas de educación | Aulas de educación | Establecimientos de salud | Establecimientos de salud | Establecimientos de salud |
| Departamento o provincia                          | Destruidas | Inhabitables | Afectadas | Destruidas         | Inhabitables       | Afectadas          | Destruidas                | Inhabitables              | Afectadas                 |
| Perú                                              | 10 355     | 25 943       | 226 656   | 409                | 1503               | 6494               | 20                        | 59                        | 658                       |
| ------------------------------------------------- | ---------- | ------------ | --------- | ------------------ | ------------------ | ------------------ | ------------------------- | ------------------------- | ------------------------- |
| Amazonas                                          | 40         | 228          | 648       | 2                  | 41                 | 43                 | —                         | 2                         | 10                        |
| Áncash                                            | 677        | 1656         | 14 643    | 36                 | 140                | 520                | 3                         | 4                         | 55                        |
| Apurímac                                          | 37         | 102          | 280       | —                  | 1                  | 11                 | —                         | 1                         | 1                         |
| Arequipa                                          | 34         | 90           | 6113      | 7                  | 34                 | 209                | 3                         | 2                         | 23                        |
| Ayacucho                                          | 307        | 740          | 5518      | 44                 | 156                | 471                | 3                         | 2                         | 66                        |
| Cajamarca                                         | 503        | 578          | 4781      | 63                 | 167                | 506                | 1                         | 7                         | 42                        |
| Callao                                            | —          | 5            | 988       | —                  | —                  | —                  | —                         | —                         | —                         |
| Cuzco                                             | 43         | 79           | 2224      | 4                  | 30                 | 61                 | —                         | —                         | 3                         |
| Huancavelica                                      | 644        | 423          | 12 697    | 10                 | 62                 | 181                | 2                         | 2                         | 25                        |
| Huánuco                                           | 26         | 85           | 1701      | 2                  | 15                 | 46                 | —                         | —                         | 3                         |
| Ica                                               | 71         | 197          | 8068      | 7                  | 14                 | 47                 | 1                         | 2                         | 4                         |
| Junín                                             | 22         | 19           | 1032      | 2                  | 4                  | 7                  | 3                         | 1                         | 3                         |
| La Libertad                                       | 931        | 4404         | 22 924    | 7                  | 66                 | 362                | 1                         | —                         | 16                        |
| Lambayeque                                        | 4060       | 7930         | 32 438    | 9                  | 22                 | 157                | —                         | 2                         | 28                        |
| Provincias de Lima Ciudad de Lima                 | 722        | 1437         | 10 873    | 3                  | 35                 | 166                | 2                         | 1                         | 47                        |
| Loreto                                            | 82         | 26           | 3710      | —                  | 1                  | 65                 | —                         | —                         | —                         |
| Madre de Dios                                     | 6          | 5            | 150       | —                  | —                  | —                  | —                         | —                         | —                         |
| Moquegua                                          | 13         | 45           | 1217      | —                  | 18                 | 129                | —                         | —                         | 16                        |
| Pasco                                             | 25         | 28           | 250       | —                  | —                  | 17                 | —                         | —                         | 3                         |
| Piura                                             | 1820       | 6752         | 82 677    | 176                | 637                | 3187               | —                         | 32                        | 276                       |
| Puno                                              | 7          | 30           | 625       | —                  | 1                  | 2                  | —                         | —                         | 1                         |
| San Martín                                        | 57         | 405          | 2899      | 37                 | 55                 | 205                | 1                         | 1                         | 11                        |
| Tacna                                             | 4          | 177          | 2956      | —                  | —                  | 12                 | —                         | —                         | 13                        |
| Tumbes                                            | 36         | 146          | 4276      | —                  | —                  | 79                 | —                         | —                         | 6                         |
| Ucayali                                           | 188        | 356          | 2968      | —                  | 4                  | 11                 | —                         | —                         | 6                         |
| Última actualización emitida: 24 de mayo de 2023. |            |              |           |                    |                    |                    |                           |                           |                           |